# جانين سميت
جانين سميت (بالهولندية: Janine Smit)‏ هي متزلجة هولندية، ولدت في 18 أبريل 1991 في هيرينفين في هولندا.

## وصلات خارجية
- جانين سميت على موقع SpeedSkatingBase.eu (الإنجليزية)
- جانين سميت على موقع SpeedSkatingNews.info (الإنجليزية)
- جانين سميت على موقع SpeedSkatingStats.com (الإنجليزية)